# 철수♡영희
철수♡영희는 2005년에 개봉한 대한민국의 영화이다.

## 캐스팅
- 박태영 : 철수 역
- 전하은 : 영희 역
- 박송이 : 유리 역
- 김상훈 : 성우 역
- 곽여진 : 담임선생님 역
- 주부진 : 영희할머니 역
- 박종근 : 철수아버지 역
- 진미선 : 철수어머니 역
- 정우혁 : CD가게청년 역
- 박혜란 : 서점아가씨 역
- 목진오 : 동네할아버지 역
- 강은구 : 영희아버지 역
- 김선아 : 영희어머니 역
- 강예신 : 어린영희 역
- 최데레사 : 유리어머니 역
- 엄기웅 : 보급소소장 역
- 최경진 : 보급소형 역
- 정진영 : 불독선생님 역 (우정출연)